# Koarktacija aorte
Koarktacija aorte je patološko suženje aorte na mjestu prelaska aortnog luka u nishodnu aortu, najčešće poslije izdvajanja lijeve podključne arterije. Na ovom mjestu se i fiziološki nalazi suženje aorte.
Patološko suženje aorte je u obliku nabora i nalazi se nasuprot duktusu arteriozusu.
Suženje se može korigirati operacijom ili dilatacijom (proširenjem) pomoću balona.

## Vanjske poveznice
- med.umich.edu  Arhivirana inačica izvorne stranice od 10. svibnja 2006. (Wayback Machine)